# N 15 (Ukraine)
Die N 15 (kyrillisch Н 15) ist eine ukrainische Fernstraße „nationaler Bedeutung“. Sie führt von Saporischschja in östlicher Richtung über Nowomykolajiwka, Pokrowske und Kurachowe nach Donezk.